# Kolesino
Kolesino (macedónul: Колешино) település Észak-Macedóniában, a Délkeleti körzetben, a Novo Szelo-i járásban.

## Népesség
| Lakosok száma | 912  | 1104 | 1240 | 1140 | 1114 | 1031 | 880  | 845  | 632  |
|               | 1948 | 1953 | 1961 | 1971 | 1981 | 1991 | 1994 | 2002 | 2021 |

- 2002-ben 845 lakosa volt, akik közül 838 macedón, 3 szerb és 4 egyéb.